# Episodi di Heartbeat (nona stagione)
La nona stagione della serie televisiva Heartbeat è stata trasmessa in anteprima nel Regno Unito dalla ITV1 tra il 26 settembre 1999 e il 5 marzo 2000.
| nº | Titolo originale       | Titolo italiano | Prima TV UK       | Prima TV Italia |
| -- | ---------------------- | --------------- | ----------------- | --------------- |
| 1  | Manoeuvres in the Dark | inedito         | 26 settembre 1999 | inedito         |
| 2  | Tricks of the Trade    | inedito         | 3 ottobre 1999    | inedito         |
| 3  | Intuition              | inedito         | 10 ottobre 1999   | inedito         |
| 4  | Puppet on a String     | inedito         | 17 ottobre 1999   | inedito         |
| 5  | Honor Among Thieves    | inedito         | 24 ottobre 1999   | inedito         |
| 6  | Shotgun Wedding        | inedito         | 31 ottobre 1999   | inedito         |
| 7  | Always a Copper        | inedito         | 7 novembre 1999   | inedito         |
| 8  | Negative Vibes         | inedito         | 14 novembre 1999  | inedito         |
| 9  | Kindness of Strangers  | inedito         | 21 novembre 1999  | inedito         |
| 10 | Hollywood or Bust      | inedito         | 28 novembre 1999  | inedito         |
| 11 | Flesh and Blood        | inedito         | 5 dicembre 1999   | inedito         |
| 12 | No Surrender           | inedito         | 12 dicembre 1999  | inedito         |
| 13 | Stag at Bay            | inedito         | 19 dicembre 1999  | inedito         |
| 14 | Full Circle            | inedito         | 26 dicembre 1999  | inedito         |
| 15 | The Seven Year Itch    | inedito         | 2 gennaio 2000    | inedito         |
| 16 | Weight of Evidence     | inedito         | 9 gennaio 2000    | inedito         |
| 17 | For Art's Sake         | inedito         | 16 gennaio 2000   | inedito         |
| 18 | A Shot in the Dark     | inedito         | 23 gennaio 2000   | inedito         |
| 19 | The Good Doctor        | inedito         | 30 gennaio 2000   | inedito         |
| 20 | Against the Odds       | inedito         | 6 febbraio 2000   | inedito         |
| 21 | Desperate Measures     | inedito         | 13 febbraio 2000  | inedito         |
| 22 | With This Ring         | inedito         | 20 febbraio 2000  | inedito         |
| 23 | Wise Guys              | inedito         | 27 febbraio 2000  | inedito         |
| 24 | The Son-In-Law         | inedito         | 5 marzo 2000      | inedito         |